# Ricky Bruch
Ricky Bruch (Suecia, 2 de julio de 1946-30 de mayo de 2011) fue un atleta sueco, especializado en la prueba de lanzamiento de disco en la que llegó a ser medallista de bronce olímpico en 1972.

## Carrera deportiva
En los JJ. OO. de Múnich 1972 ganó la medalla de bronce en el lanzamiento de disco, llegando hasta los 63.40 metros, tras el checoslovaco Ludvík Daněk y el estadounidense Jay Silvester (plata con 63.50 metros).